# Simfonia núm. 6 (Langgaard)
La Simfonia núm. 6 El cel destrossat (en danès danès: Det Himmelrivende), BVN 165, de Rued Langgaard va ser composta entre 1919 i 1920. Es va estrenar el 15 de gener de 1923 a Karlsruhe interpretada per la Badisches Landestheater-Orchester sota la direcció de Hans Seeber van der Floe.

## Moviments
Amb una durada de 21 minuts, la simfonia no segueix una forma clàssica i tot i que s'interpreta de forma seguida es poden distingir set moviments:
- I Thema (Versione I)
- II Thema (Versione II)
- III Var. I (Introduzione)
- IV Var. II (Fuga)
- V Var. III (Toccata)
- VI Var. IV (Sonata)
- VII Var. V (Coda)

## Origen i context
Després de l'estrena, que va ser un gran èxit, el diari Die Musik va remarcar que la simfonia va emocionar especialment "el jove públic musical de Karlsruhe, que va aplaudir amb entusiasme aquesta obra bella, distintiva i altament moderna".
La primera interpretació a Dinamarca va tenir lloc a Copenhaguen el 26 de setembre de 1923 amb la famosa Blüthner Orchestra de Berlín dirigida pel mateix compositor. Va tenir una freda recepció amb algun xiulet. Langgaard la va revisar entre el 1928 i el 1930.
En un principi la Sisena Simfonia estava pensada per a un sol moviment i sense títol. L'obra es va inspirar en la Simfonia núm. 4, "L'Inextingible", del també compositor danès Carl Nielsen (1916), que havia sigut el seu professor de contrapunt. Langgaard s'avança en aquesta simfonia a la música realista de Paul Hindemith i, quan la va acabar, va dir que considerava que el sistema major-menor no li permetia expressar el que volia, que era «l'extensió, l'expansió i l'anhel sense límits».
El 1949 el compositor va afirmar que l'obra representava «la lluita entre Jesús i les forces espirituals del mal als llocs celestials». El títol "El cel destrossat" està inspirat a partir de paraules de l'escriptor d'himnes i poeta Hans Adolf Brorson i en la Carta als Efesis de sant Pau, que diu: «Llavors Jesús va intervenir amb poder, lluitant contra l'exèrcit del mal que destrossa el cel.»
És la més gravada de les 16 simfonies de Langgaard.